# Cassandra Tollbring
Cassandra Tollbring, née le 19 mars 1993 à Stockholm, est une handballeuse internationale suédoise, évoluant au poste d'arrière gauche.
Son frère, Jerry Tollbring, est également handballeur international.

## Biographie
Après avoir remporté le championnat de Suède et atteint la finale de la coupe Challenge en 2017 avec H 65 Höör, elle passe deux saisons dans le club norvégien de Larvik HK.
Sans club après la faillite du Larvik HK, elle s'engage en 2019 avec Bourg-de-Péage Drôme Handball.

## Palmarès

### En club
compétitions internationales
- finaliste de la coupe Challenge en 2017 (avec H 65 Höör)

compétitions nationales
- championne de Suède en 2017 (avec H 65 Höör)